# Општинска палата спортова Гранада
Општинска палата спортова Гранада (шп. Palacio Municipal de Deportes de Granada) је дворана у Гранади. Углавном се користи за кошарку и био је дом кошкаркашком клубу Гранада. Капацитет дворане је 7.500 посетилаца.